# Ann-Sofi Klingberg
Ann-Sofi Klingberg, född 1 april 1957, är en svensk pianist. Hon är utbildad vid Kungliga Musikhögskolan i Stockholm och tilldelades där ett solistdiplom. Klingberg debuterade med Ravels pianokonsert i D-dur tillsammans med Sveriges Radios symfoniorkester och har sedan dess blivit en välkänd kammarmusiker i Europa.